# الافیا

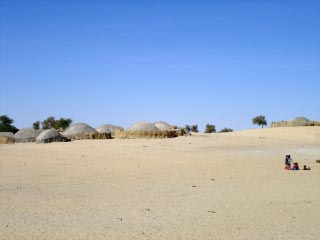
سکونتگاه مسکونی در مالی

الافیا (به لاتین: Alafia) یک سکونتگاه مسکونی در مالی است که در استان تومبوکتو واقع شده‌است.

## خصوصیات
الافیا ۲۷٬۸۵۷ کیلومترمربع مساحت و ۱۳٬۳۱۸ نفر جمعیت دارد.